# Хрушта (Мостар)
Хрушта је насељено место у граду Мостару која административно припада Херцеговачко-неретванском кантону, Федерација БиХ, Босна и Херцеговина. Хрушта је подељена међуентитетском линијом између општине Невесиње и града Мостара. Према попису становништва из 2013. у насељу није било становника.

## Становништво
У насељу је према попису становништва из 1991. године живело 259 становника, а насеље је било углавном настањено Муслиманима. Према попису из 2013. године насеље је без становника.
| Националност | 2013. | 1991.       | 1981.      | 1971.       |
| Муслимани    | —     | 256 (98,8%) | 332 (100%) | 359 (98,6%) |
| Срби         | —     | —           | —          | 1 (0,3%)    |
| остали       | —     | 3 (1,2%)    | —          | 4 (1,1%)    |
| Укупно       | 0     | 259         | 332        | 364         |